# Вулиця В'ячеслава Чорновола (Київ)
Вулиця В'ячесла́ва Чорново́ла — вулиця в Шевченківському районі міста Києва, місцевості Лук'янівка, Солдатська слобідка, Шулявка. Пролягає від вулиці Січових Стрільців до Повітрофлотського шляхопроводу (над Берестейським проспектом).
Прилучаються вулиці Дмитрівська, Глібова, Золотоустівська, Полтавська, Ростиславська, Річкова, Казарменна і Павлівська. Повітрофлотським шляхопроводом сполучається з проспектом Повітряних Сил.

## Історія
Вулиця виникла у середині XIX століття у складі Кадетського шосе, яке 1923 року було перейменоване на Повітрофлотське шосе, а 1934 року — на шосе Героїв стратосфери, на честь стратонавтів Павла Федосеєнка, Андрія Васенка та Іллі Усискіна, які загинули під час польоту стратостата «Осоавиахим-1». 
З 1944 року — відновлена назва Повітрофлотське шосе. 
1963 року відокремлена під назвою вулиця Косіора, на честь радянського партійця, організатора Голодомору Станіслава Косіора. 
У 2000 році перейменована на честь державного та громадського діяча В'ячеслава Чорновола.

## Забудова
Серед сучасної забудови виділяється комплекс будівель дитячої лікарні Охматдит. Спочатку це була лікарня для чорноробів, відкрита у 1894 році. Згідно з статутом, лікарня призначалася «для безкоштовного лікування чорноробів та взагалі незаможних осіб, які страждають на переважно гострі захворювання». Майже усі будівлі комплексу були зведені на кошти засновника лікарні, цукрозаводчика та мецената Ніколи Терещенка та його сина Івана. На будівництво хірургічного корпусу кошти у своєму заповіті залишив інший меценат — Михайло Дегтерьов.
Збереглися поодинокі будівлі 2-ї половини ХІХ — початку ХХ століття (№№ 12, 28, 41).
Будинок № 28 (остання третина ХІХ ст., з надбудовою 20-х — 30-х років ХХ ст.) — двоповерховий, на високому мурованому цоколі-напівповерсі, розташований на території лікарні ОХМАДИТ.
Пам'яткою київського конструктивізму є зведений у 1927–1928 роках будинок № 26/2 — Будинок для сімей військовослужбовців.
Проект реконструкції кварталу поблизу вулиці Чорновола (тоді — Косіора), яка мала стати проспектом, був підготовлений ще у 1983 році архітекторами інституту Київпроект. За цим проектом, у районі майбутнього проспекту мали бути зведені багатоповерхові житлові будинки складної конфігурації, на базі серії «Т», як перша спроба комплексної забудови в центральному районі міста. У 1986 році розпочалося будівництво мікрорайону, а у 1988 році був зведений перший будинок — № 10. Але на той час вже змінився політичний стан у країні та загальний підхід до проектування забудови даної місцевості. Під тиском нового головного архітектора Києва Миколи Жарікова «Київпроект» визнав недоречність будівництва панельних будинків у майже центрі міста. Роботи над будівництвом мікрорайону загальмувалися, закінчували будувати ті будинки, які почали раніше. Надалі забудова вулиці вже проходила безсистемно. Вулиця переважно забудована сучасними багатоповерхівками 1990-х — 2000-х років. 

## Пам'ятники та меморіальні дошки
На будівлях лікарні встановлено низку меморіальних дощок:
- головний корпус — Новіковій Тетяні Петрівні (01.01.1924 — 28.06.1994), головному лікарю-організатору першої в місті Києві дитячої спеціалізованої лікарні
- корпус 1 — Сигалову Давиду Лазаревичу, лікарю-педіатру, який працював у дитячих клініках лікарні з 1924 р. понад 60 років. Відкрита у 1998 році.
- корпус 3 — професору Шуринку Андрію Романовичу, дитячому хірургу, заслуженому діячу науки, який працював у лікарні з 1957 по 1969 р. Відкрита 15 січня 1970 року, скульптор Г. М. Молдаван.
- корпус 11 — професору Сітковському Миколі Борисовичу, дитячому хірургові, який працював у лікарні з 1956 по 2003 р.

20 червня 2009 році на території лікарні Охматдит встановили бронзовий пам'ятник Николі Терещенку (скульптор Олександр Михайлицький).
У подвір'ї гімназії № 153 до жовтня 2023 року містився невеликий пам'ятник-погруддя Олександрові Пушкіну, чиїм іменем названо гімназію. Погруддя демонтовано в межах деколонізації символічного простору столиці.

Пам'ятник Николі Терещенку

## Установи та заклади
- Гімназія № 153 ім. О. С. Пушкіна (буд. № 37)
- Київський професійно-педагогічний коледж ім. Антона Макаренка (буд. № 24)
- Українська дитяча спеціалізована лікарня Охматдит (буд. № 28/1)
- Булочно-кондитерський комбінат (буд. № 41, закрито у 2013 році)